# Jaume Sabaté
Jaime Sabaté Mercadé (Badalona, 9 de agosto de 1947) es un exfutbolista y entrenador español. Campeón de la Copa del Rey de 1977, con el Real Betis Balompié.

## Trayectoria
Desde sus inicios en el fútbol ocupaba la posición de defensa. Comenzó en el CF Badalona hasta que en la campaña 1965/66 debutó con el primer equipo del RCD Español en la primera división. Posteriormente fue cedido a la UE Lleida y al UE Sant Andreu. 
En la temporada 72/73 marchó al RCD Mallorca, en segunda división. En la campaña siguiente fichó por el Real Betis. Debutó con la camiseta verdiblanca el 1 de septiembre de 1973 en el campo de Linarejos contra el Linares, en la jornada inaugural de la temporada. Partido que ganó el Real Betis por 0-1. En su primer año, el equipo obtuvo el ascenso a primera división. Permaneció 6 temporadas en este equipo en las que jugó 159 partidos de liga, disputó una Recopa de Europa y consiguió la Copa del Rey de 1977 al ganar una emocionante final al Athletic Club de Bilbao, en la que transformó el sexto lanzamiento de la tanda de penaltis.
Como entrenador, dirigió 10 encuentros al RCD Español en la temporada 91/92, sustituyendo a Ljupko Petrović, siendo sustituido por Javier Clemente. Después de abandonar el fútbol, fue también director de Banca Jover en su sucursal de La Llagosta durante algunos años.[cita requerida]
| Club                                | País   | Año       |
| ----------------------------------- | ------ | --------- |
| CF Badalona                         | España | 1964-65   |
| RCD Español                         | España | 1965-66   |
| Unió Esportiva Lleida (cedido)      | España | 1966-67   |
| RCD Español                         | España | 1967-68   |
| Unió Esportiva Sant Andreu (cedido) | España | 1968-71   |
| RCD Español                         | España | 1971-72   |
| Real Club Deportivo Mallorca        | España | 1972-73   |
| Real Betis Balompié                 | España | 1973-79   |
| CF Badalona                         | España | 1979-1980 |